# Rune Temte
Rune Temte (Solbergelva, 1965. szeptember 29. –) norvég színész és producer.
Legismertebb alakítása Ubba Az utolsó királyság című sorozatban. 2016-ban az Eddie, a sas című filmben szerepelt.

## Fiatalkora és sportpályafutása
Solbergelvában született és nőtt fel. 7 évesen kezdett el futballozni, és 18 évesen a Strømsgodset IF csapatában játszott. Öt szezont játszott a csapatban, és 1988-ban az év játékosa díjat kapott.
Öt év után úgy döntött, hogy abbahagyja a focizást, hogy megvalósítsa az álmát, a színészetet. A londoni Drama Studio -ban tanult 1993 és 1994 között.

## Színészi pályafutása
1991-ben megalapította saját produkciós cégét, a Temte Productionst, és több mint 20 színházi produkciót, egy játékfilmet és három rövidfilmet készített.

## Magánélete
Folyékonyan beszél angolul, svédül és norvégul. 
Thea Glimsdal Temte divattervező házastársa, egy fiuk született.

## Filmográfia

### Film
| Év   | Magyar cím                      | Eredeti cím                       | Szerep                                   | Magyar hang          |
| ---- | ------------------------------- | --------------------------------- | ---------------------------------------- | -------------------- |
| 1991 | A szépség és a szörnyeteg       | Beauty Beast                      | Szörnyeteg / Ádám herceg (norvég hangja) | Szabó Sipos Barnabás |
| 1996 |                                 | Wives 3                           | rendőr                                   |                      |
| 1997 |                                 | Mendel                            | tűzoltó                                  |                      |
| 1998 |                                 | Markus og Diana                   | Florian Simps                            |                      |
| 1998 | Egy bogár élete                 | A Bug's Life                      | Fickó (norvég hangja)                    | Besenczi Árpád       |
| 1998 | Mulan                           | Mulan                             | Yao (norvég hangja)                      | Hollósi Frigyes      |
| 2002 |                                 | Klippan i livet                   | Halvard                                  |                      |
| 2002 |                                 | Fia og klovnene                   | Torgeir                                  |                      |
| 2003 | Mackótestvér                    | Brother Bear                      | Tug (norvég hangja)                      | Konrád Antal         |
| 2004 | A legelő hősei                  | Home on the Range                 | Girnyó Dalton (norvég hangja)            | Faragó András        |
| 2004 | A legelő hősei                  | Home on the Range                 | Willie testvérek (norvég hangja)         | Bolba Tamás          |
| 2004 | Mulan 2.                        | Mulan II                          | Yao (norvég hangja)                      | Hollósi Frigyes      |
| 2005 |                                 | Love Me Tomorrow                  | Kungen                                   |                      |
| 2006 | Mackótestvér 2.                 | Brother Bear 2                    | Tug (norvég hangja)                      | Vass Gábor           |
| 2007 |                                 | Switch                            | segítő                                   |                      |
| 2009 |                                 | Ulykken                           | Jonas                                    |                      |
| 2012 | Johan Falk – Emberrablás        | Johan Falk: Organizatsija Karayan | Byggledare Piotr                         |                      |
| 2014 |                                 | Sludd                             | kolléga                                  |                      |
| 2016 | Eddie, a sas                    | Eddie the Eagle                   | Bjørn, a norvég edző                     | Bordás János         |
| 2017 | A szépség és a szörnyeteg       | Beauty Beast                      | Szörnyeteg / Ádám herceg (norvég hangja) | Pál Tamás            |
| 2019 | Marvel Kapitány                 | Captain Marvel                    | Bron-Char                                | Sörös Sándor         |
| 2021 | A fiú, akit Karácsonynak hívnak | A Boy Called Christmas            | Anders                                   | Végh Péter           |

### Televízió
| Év   | Magyar cím          | Eredeti cím               | Szerep         | Megjegyzések |
| ---- | ------------------- | ------------------------- | -------------- | ------------ |
| 1995 |                     | One for the Road          | Ola            | 1 epizód     |
| 1998 |                     | Nini                      | Bent           | 1 epizód     |
| 2004 |                     | Skolen                    | villanyszerelő | 2 epizód     |
| 2005 |                     | Deadline Torp             | NK             | tévéfilm     |
| 2006 |                     | Jul i svingen             | Børre apja     | 1 epizód     |
| 2008 |                     | The Inspector and the Sea | Ingmar         | 1 epizód     |
| 2014 |                     | TRIO: Odins Gull          | Vinstra edző   | 1 epizód     |
| 2014 | Tetthely            | Tatort                    | Kaltstart      | 1 epizód     |
| 2014 |                     | Lilyhammer                | Handyman       | 1 epizód     |
| 2015 |                     | Hotel Cæsar               | Karl Ramstad   | 2 epizód     |
| 2015 | Az utolsó királyság | The Last Kingdom          | Ubba           | 4 epizód     |
| 2016 |                     | Fortitude                 | Lars Ulvinaune | 10 epizód    |
| 2020 |                     | Rig 45                    | Aksel          | 6 epizód     |
| 2024 | Időbanditák         | Time Bandits              | Bittelig       | 10 epizód    |